# 高德基
高德基（1119年—1172年），字元履，金朝大臣，辽阳渤海人，高氏，先世于渤海国亡后被辽迁置辽阳（今辽宁辽阳市）。
金熙宗皇统二年（1142年）登进士第。皇统六年（1146年）为尚书省令史。完颜亮为相，专愎自用，仅高德基一人敢与之详辩。皇统九年（1149年）完颜亮即位，也称他“公直果敢”。迁都燕京之前，让他摄燕京行台省都事。改摄右司员外郎，历任户部员外郎、中都路都转运副使、户部郎中。正隆四年（1159年）为南京宫室营造提点，转同知开封尹。金世宗大定三年（1163年）因为察廉治状不善，降为同知北京路都转运使事，改刑部侍郎。后稍有升迁。大定七年（1167年）改中都路都转运使。大定九年（1169年），治土河水害，拜刑部尚书。有犯罪当死者，宰相想要从末减刑，他以“法无二门，失出犹失入”为由，持异议，被世宗赞许。为贺宋帝生日使。大定十一年（1171年），改户部尚书。曾上疏奏请免军需房税等钱，减农税及盐酒等课。因增高市价，支付随朝官俸粟钱，多出官钱四十万贯，被杖八十，贬职降为兰州刺史。大定十二年（1172年），去世。